# Eva Braun

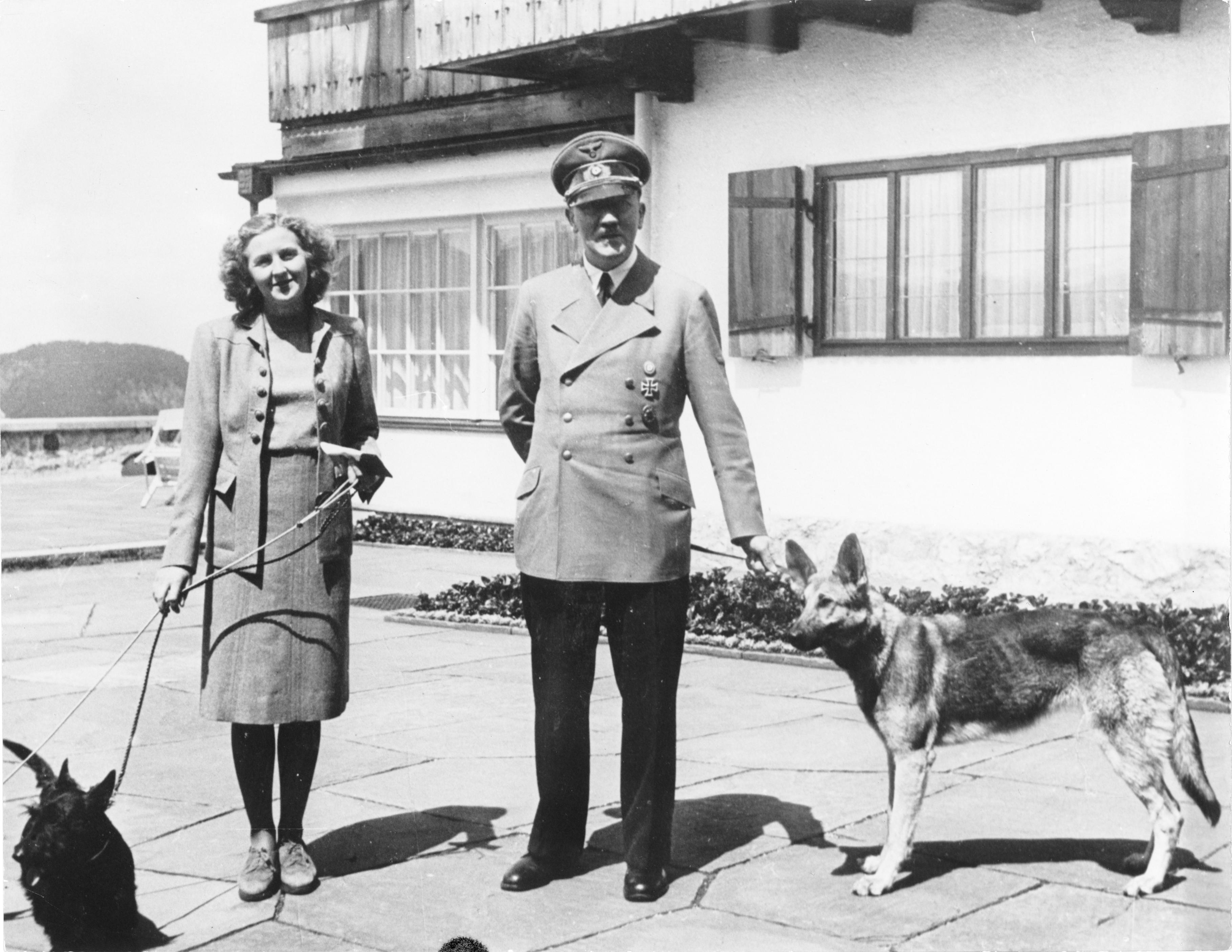
Eva Braun junt a Hitler.

Eva Anna Paula Braun (Múnic, 6 de febrer de 1912 – Führerbunker, Berlín, 30 d'abril de 1945) fou, durant llarg temps, la companya sentimental d'Adolf Hitler i, durant les últimes hores del Tercer Reich, la seva muller.
Malgrat els molts anys de relació, no es casaren fins a l'any 1945, poc abans de suïcidar-se conjuntament al Führerbunker davant la imminent arribada de l'exèrcit aliat.

## Biografia
Nascuda a Múnic, Eva Braun va ser la segona filla del mestre d'escola Friedrich "Fritz" Braun i Francisca "Fanny" Kronberg, que venien de famílies respectables de la Baviera catòlica. La seva germana gran va néixer el 1909 i la seva germana petita Margarete "Gretl" va néixer el 1915. Braun va ser educada en un liceu, després d'un any en una escola de negocis en un convent on destacà en l'atletisme. Ella va treballar durant diversos mesos com a recepcionista en un consultori mèdic, i després als 17 anys va començar a treballar com oficinista, assistent de laboratori i model de fotògraf de Heinrich Hoffmann, el fotògraf oficial del Partit Nazi. Es va entrevistar amb Hitler, ell tenia 23 anys més que ella, en l'estudi de Hoffmann de Múnic a l'octubre de 1929. Ella el va descriure als amics com un cavaller "d'una certa edat, amb un bigoti graciós, posat anglès, amb abric de color, i amb un barret de feltre gran". S'apreciava el seu color d'ulls, que era molt semblant al de la seva mare. La seva família estava fortament en contra de la relació i se sap poc sobre això durant els dos primers anys.

## La seva relació amb Hitler
La seva relació amb Adolf Hitler va començar el 1930, quan ella tenia al voltant de 18 anys i ell al voltant de 41.
Hitler no es mostrava en públic amb ella per raons de prestigi, tampoc en cercles restringits o si hi havia alguna visita important, però sí que hi era quan hi havia reunions amb Albert Speer o Martin Bormann. Passava el temps tancada en els apartaments de Hitler a Berlín, Múnic o al Berghof. Quan deixava que aparegués al seu costat no la tractava amb gaire deferència, el que va ser exposat per les autobiografies d'Albert Speer, que seria el seu millor amic.
Fins i tot durant la Segona Guerra Mundial Braun semblava viure una vida d'oci, solia en el seu temps lliure fer exercici, llegir novel·les romàntiques, veure pel·lícules i la televisió alemanya a principis (almenys fins al voltant de 1943) juntament amb més d'acollida per ajudar a les reunions del cercle íntim de Hitler. Segons els informes va acceptar regals que van ser robats dels béns pertanyents a les famílies reials europees deposades.
Traudl Junge, la secretària més jove de Hitler, va escriure en les seves memòries:
| « | Sempre anava molt ben vestida i pentinada, i em vaig fixar en la seva forma natural no afectada. No era el tipus de noia ideal alemanya que va veure en el reclutament de cartells per a la BDM o en les revistes de la dona. El seu pèl fou acuradament blanquejat, i la seva cara bonica contrastava amb les fortes faccions, però de molt bon gust. Eva Braun no era alta, però tenia un cos molt bonic i un aspecte distingit. Ella sabia com vestir-se en un estil que li convenia i mai va mirar com si s'hagués exagerat, sempre semblava adequada i elegantment vestida, tot i que portava joies valuoses. ... A Eva no se li va permetre canviar el seu estil de cabell. Una vegada que ella va aparèixer amb els cabells tenyits lleugerament més foscs, en una ocasió que s'havia canviat lleugerament els cabells a la part alta del cap, Hitler, horroritzat, digué: "et veig totalment estranya, molt canviada. Tu ets una dona completament diferent!" ... I Braun es va afanyar a tornar a l'aspecte que tenia abans. | » |

## El matrimoni i el suïcidi
A diferència de la majoria dels alemanys pel que sembla va tenir la llibertat de llegir revistes europees i americanes i veure pel·lícules estrangeres. La tendència de prendre el sol nua, enfurismava Hitler. Braun tenia un interès permanent en la fotografia i els seus amics més propers l'anomenaven la Noia Rolleiflex (igual que el conegut model de càmera). Ella va fer la seva pròpia cambra fosca de processament de plata (blanc i negre) i fotografies de manera que la majoria dels alambins existents en color i pel·lícules de Hitler són treball seu.
Otto Günsche i Heinz Linge, durant reunions informatives àmplies per part de funcionaris d'intel·ligència soviètica després de la guerra, van dir de Braun era al centre de la vida de Hitler durant la majoria dels seus 12 anys en el poder.
L'informe afegeix que segons l'interrogatori Hitler estava massa ocupat per a ella, i "Eva plorava sovint." Speer, va comentar que ella li havia dit, a mitjans de 1943, que estava massa ocupat, capficat, o cansat per tenir sexe amb ella.
Linge va dir que abans de la guerra, Hitler va ordenar un augment de la vigilància policial a la casa de Braun a Múnic després que ella va informar a la Gestapo que una dona li havia dit a la cara que ella era la "Führer-puta". També va afirmar en les seves memòries que Hitler i Eva van manar fer dos dormitoris i dos banys amb la interconnexió de portes al Berghof de Hitler que posarien fi a gairebé totes les tardes a soles amb ella al seu estudi de beure te.
Hitler se sap que s'oposava a les dones que usen cosmètics (en part perquè estaven fets de subproductes animals i era un vegetarià) i, de vegades treia el tema a l'hora de dinar. Linge (que era el seu ajuda de cambra) un cop va dir que Hitler va riure dels rastres de llapis labial de Braun en un tovalló i es burlava d'ella: "Aviat tindrem barra de llavis de reemplaçament a partir dels cadàvers dels soldats".
A principis d'abril 1945 Braun va viatjar en cotxe des de Múnic a Berlín per estar amb Hitler al Führerbunker. Ella es va negar a deixar a Hitler quan l'Exèrcit Roig els cercava a Berlín, insistint que era una de les poques persones lleials a ell en el món. Hitler i Braun es van casar el 29 d'abril 1945 vora les 00.30hrs durant una breu cerimònia civil que va ser presenciat per Joseph Goebbels i Martin Bormann. La núvia vestia de negre (alguns sostenen vestit de seda blau fosc).
Amb el matrimoni Braun va canviar el seu nom legal a Eva Hitler. Quan va signar el seu certificat de matrimoni que ella va escriure la lletra B del seu cognom, aleshores el van reemplaçar amb Hitler. Tot i que el personal de transport aeri i marítim va ser instruït per anomenar-la Frau Hitler, el seu nou marit va continuar dient que la seva esposa era Fraulein Braun.
Hi va haver rumors entre el personal Führerbunker que estava embarassada de Hitler, però no hi ha proves d'aquest fet.

## Mort
Braun i Hitler es van suïcidar junts al seu despatx del Búnker, el 30 d'abril de 1945, al voltant de les 3:30 pm. Els ocupants del búnquer va sentir un tret i els cossos van ser aviat descoberts. Havien mossegat una càpsula de cianur (la majoria dels historiadors han conclòs que Hitler va usar un mètode de combinació, i que també es va disparar al timpà dret, immediatament després de picar una càpsula de cianur). Braun tenia 33 anys quan va morir. Els seus cadàvers van ser cremats al jardí de la Cancelleria del Reich als afores de la sortida d'emergència del búnquer.
Les restes carbonitzades van ser trobades pels russos, i enterrades clandestinament al complex SMERSH a Magdeburg, Alemanya de l'Est, juntament amb els cossos de Josep i Magda Goebbels i els seus sis fills. Totes aquestes restes van ser exhumades l'abril de 1970, totalment incinerades i es dispersaren al riu Elba.
La resta de la família Braun, va sobreviure a la guerra, incloent el seu pare, que treballava en un hospital i al qual Braun va enviar diversos paquets amb les seves pertinences a l'abril de 1945. La seva mare, Franziska, va morir als 91 anys el gener de 1976, després d'haver viscut els seus últims dies en una vella granja a Ruhpolding, Baviera.

### Teories conspiradores
"La fuga de Hitler" de Patrick Burnside. Relata la teoria sobre la fugida d'aquest i Eva Braun a la Patagònia.